# Powiat Żywiecki
Der Powiat Żywiecki ist ein Powiat (Kreis) der Woiwodschaft Schlesien in Polen. Er hat eine Fläche von 1.040 km², auf der nahezu 153.000 Einwohner leben.

## Gemeinden
Der Powiat umfasst 15 Gemeinden, davon eine Stadtgemeinde und vierzehn Landgemeinden.

### Stadtgemeinde
- Żywiec (Saybusch)

### Landgemeinden
- Czernichów
- Gilowice
- Jeleśnia
- Koszarawa
- Łękawica
- Lipowa
- Łodygowice
- Milówka
- Radziechowy-Wieprz
- Rajcza
- Ślemień
- Świnna
- Ujsoły
- Węgierska Górka